# Бентивольо (род)
Бентивольо (на латински Bentivolius, на италиански Bentivoglio) е феодално семейство, заселило се в Болоня през XIV век. Те са господари (сеньори) на града. Това се случва сред възходи и падения, често в конфликт с папската власт от 1401 до 1506 г., когато папа Юлий II ги принуждава на изгнание. Синовете на последния господар на Болоня – Джовани II Бентивольо са главните действащи лица на ефимерното управление между 1511 и 1512 г. благодарение на подкрепата на французите по време на Войните на Камбрийската лига.

## Произход
Според традицията семейството се хвали с това, че произхожда от крал Енцо от Сардиния – син на императора и краля на Сицилия Фридрих II. Сред многобройните популярни легенди в този контекст е и тази за родоначалника на рода Бентивольо, извънбрачен син на Енцио от Сардиния и на селянката Лучия от Виадагола. Детето е кръстено на думите, които Енцо повтарял на Лучия: „Любов моя, обичам те“ (Amor mio, ben ti voglio).

## История
Присъствието на семейството в Болоня е засвидетелствано за първи път през 1323 г. От самото начало то е свързано с някои стари болонски семейства, държащи в ръцете си управлението на града чрез Колегиума на старейшините. Карати в своите родословия, съхранявани в библиотеката на Архигимназията в Болоня, споменава връзката на Бентивольо със семейство Дале Оле (dalle Olle).
Надмощието на рода започва през 1401 г. след изгонването на Папския легат, когато Джовани I Бентивольо се присъединява към Висконти от Милано и на 14 март 1401 г. става господар на Болоня и висш магистрат (Gonfaloniere di Giustizia) доживот. Надмощието се утвърждава със Санте Бентивольо (1445 – 1462) и особено с Джовани II Бентивольо (1462 – 1506).
Джовани I Бентивольо загива на 26 юни 1402 г. в битката при Казалекио срещу армията на херцога на Милано Джан Галеацо Висконти и неговите съюзници Франческо I Гонзага – капитан на народа на Мантуа и Джовани IV Малатеста – господар на Римини. Когато разногласията в Болоня между родовете Бентивольо и Канетоли се възобновяват, Антон Галеацо Бентивольо – син на Джовани I, който, подобно на баща си, се стреми да застане начело на управлението на града, кара Канетоли да бъдат изгонени. Канетоли обаче, с подкрепата на Папата, го принуждават на изгнание.
Папският легат кардинал Скоти подкрепя завръщането на Антон Галеацо, който е посрещнат от жителите на Болоня с ентусиазъм. Впоследствие от страх, че папската власт в град Болоня е разклатена, кардиналът прави засада на Антон Галеацо и кара да го екзекутират на 23 декември 1435 г.

### Връщане на власт
Папа Евгений IV пристига в Болоня по случай Ферарския събор. Жителите на Болоня, обезкървени от папските данъци, наложени с оправдание за високите съборни разходи, и под предводителството на приятели на Бентивольо, в нощта на 21 май 1438 г. се вдигат на оръжие. Те отварят градските порти на Николо Пичинино – капитан на Висконти във война срещу Църквата. Кардинал Скоти е изгонен. Анибале I Бентивольо – извънбрачният син на Антон Галеацо (макар че майка му Лина Каниджани не е сигурна в бащинството) влиза в Болоня, приветстван от ликуващия народ.
Присъствието на Анибале I обаче разстройва плановете на капитан Пичинино, оставил сина си – кондотиера Франческо в града. С измама Франческо кани съперника си на банкет извън града и го затваря в замъка във Варано близо до Парма. Галеацо Марескоти и четирима негови приятел отиват в крепостта във Варано и освобождавал Анибале. Анибале се връща в Болоня и повежда бунта срещу Франческо Пичинино, завършил с победа в битката при Сан Джорджо ди Пиано (15 август 1443) г.
Благосъстоянието на Бентивольо разпалва враждата им с Канетоли и по време на празненство на 24 юни 1445 г., организирано за скрепването на мира между двете семейства, Анибале е убит. Галеацо Марескоти призовава хората му към отмъщение: прободеното сърце на Батиста Канетоли, приковано към вратата на двореца на Анибале, е зловещият знак за победата на рода Бентивольо.

### Ренесансова Болоня
Като нов сеньор на града от Флоренция е извикан извънбрачният син на Ерколе Бентивольо и братовчед на Анибале – Санте Бентивольо, подкрепян от Козимо Медичи. Назначен за Главен магистрат и покровител на малкия Джовани II Бентивольо, Санте Бентивольо се оказва на висота и успешно отговаря на очакванията на жителите на града, като им гарантира дълъг период на мир.
След смъртта му през 1462 г. господар на Болоня в продължение на 40 години става наследникът на рода – 20-годишният Джовани II Бентивольо. Градът се радва на престиж и политическа слава благодарение и на дипломатическите връзки с другите италиански държави, на новото художествено наследство и на новия тласък към градските дейности и прогрес. В Болоня процъфтява Ренесансът. Съживява се Болонският университет и намаляващото значение на правото е компенсирано от преподаване на старогръцка и римска литература, философия, медицина, астрономия (чийто най-голям представител е Джироламо Манфреди). Строителните промени, изграждането на църкви и дворци или модернизацията на вече съществуващите такива, и обогатяването им с нови ценни картини, както и радикалната промяна на облика на Болоня, оставят ренесансов отпечатък върху града.
По онова време в Болоня следват Джовани Пико дела Мирандола и Николай Коперник.
През 1503 г. е завършено строителството на Палацо Бентивольо, считан навремето за един от най-красивите и най-големите в Италия. Той се намира в района, където понастоящем се намират Общинският театър и Градината на Гуасто, която, подобно на прилежащата ѝ улица Гуасто (от итал. guasto, „унищожение, повреда“), напомня с името си за унищожаването на сградата през 1507 г. от народния гняв.
Болоня привлича художниците от Ферарската школа. Скулпторът Николо дел'Арка завършва мраморния ковчег, в който са положени тленните останки на Свети Доминик и по който с три статуи сътрудничи Микеланджело Буонароти. Франческо Франча създава медальони и рисува нежни Мадони и портрети, което прави и придворният художник Амико Аспертини. Писателят Сабадино дели Ариенти пише le Porrettane. Гениалният архитект Аристотеле Фиораванти, създател на портика на Палацо дел Подестà, е в състояние да придвижва кули с помощта на футуристични инженерни сбруи. Фиораванти е търсен от папи, императори, крале и султани, сред които самият руски цар. Дворът на Бентивольо не само се съревновава, но и превъзхожда другите италиански дворове през Ренесанса.

### Упадък и прогонване
Джовани II Бентивольо, под влиянието на съпругата си Джиневра Сфорца, прави много грешки в последните дни от своето управление, провеждайки тиранична политика в града и необичайна политика спрямо другите държави. Освен това синовете му със своето разпуснато, арогантно и провокативно поведение допринасят за увеличаване на враждебността на гражданите към цялото семейство.
Епизодът, който окончателно провокира враждата на болонските благородници към семейството, е скандалното посичане на семейство Марескоти по нареждане на Джовани II. Той се опасява, че Агамемнон – техният авторитетен лидер, възнамерява да го измести в управлението на Болоня. В клането загиват 240 души и вратите на града са затворени, докато касапницата не приключи. Поради това, когато папа Юлий II се появява с войските си, а испанците във Фриняно са в очакване да окупират града през 1506 г., жителите отварят градските порти на папата и Джовани II заедно със съпругата си Джиневра и децата им трябва да се спасяват с бягство. Те се укриват във Ферара под закрилата на Алфонсо I д’Есте. След това Джовани II заминава за нападнатия от французите Милано, за да моли за помощ френския крал Луи XII.
През 1507 г., след неуспешен опит на синовете на Джовани II – Анибале II и Ермес да си върнат властта, жителите на Болоня, подстрекавани от Ерколе Марескоти, унищожават великолепния Палацо Бентивольо. Джовани II е затворен в Милано и е съден, но е признат за невинен. Умира в Милано малко след това, на 1 февруари 1508 г.
През 1511 г. Анибале II Бентивольо – син на Джовани, се опитва отново, този път успешно, да си върне Болоня, ставайки неин господар под протектората на французите. По този повод е унищожен още един безценен художествен шедьовър: статуята на папа Юлий II – единствената бронзова творба на Микеланджело, чийто метал е претопен за юлианското оръдие на Алфонсо I д’Есте. Анибале успява да се противопостави на обсадата, започната от вицекраля на Неапол Раймондо ди Кардона, благодарение на подкрепата на херцога на Немур Гастон дьо Фоа-Немур. Новото въстание на болонците и френското отстъпление принуждават Анибале II да напусне Болоня. При смъртта на папа Юлий II през 1513 г. Анибале отново се опитва да си върне контрола над града, но безуспешно. Последен такъв опит той предприема през 1522 г. с атака, която обаче е отхвърлена от защитата на града.
С изгонването на Бентивольо Болоня остава твърдо включена в Папската държава в продължение на почти три века (до края на XVIII век).

## Дворци
- Дворец Бентивольо (Palazzo Bentivoglio) в Болоня, на улица „Сан Донато“ (днешна ул. „Дзамбони“), разрушен през 1507 г.
- Дворец Бентивольо, на ул. „деле Беле Арти“ 8 в Болоня, построен през 1551 г. за Костанцо Бентивольо
- Дворец Бентивольо във Ферара
- Крепост Бентивольо (Rocca dei Bentivoglio) в Бацано (Валсамоджа)
- Дворец Бентивольо в Гуалтиери
- Дворец Фоджанова, разрушен в края на XVIII век (между Гранароло и Марано ди Кастеназо)[4]
- Дворец Бентивольо в Милано

## Господари на Болоня
- Джовани I 1401 – 1402[5]
- Антонгалеацо 1416 – 1420 г. (ръководител на Реформаторското правителство), 1420 и 1435 г. (сеньор на Болоня)[6][7]
- Анибале I 1445 г.
- Санте 1446 – 1462[8][9] или 1463 г.[10][11]
- Джовани II 1462 (или 1463) -1506 г.[12][13]
- Анибале II и Ермес 1511 – 1512 г.[14][15]

## Основни представители
- Джовани I Бентивольо, загинал в битката при Казалекио през 1402 г.
- Антон Галеацо Бентивольо, господар на Болоня от 1416 до 1420 г. и след това, след дълго изгнание, през 1435 г. (когато е убит от папския легат Даниеле да Тревизо)
- Анибале I Бентивольо, господар на Болоня от 1438 г., убит през 1443 г.
- Санте Бентивольо, господар от 1446 г., починал през 1462 г.
- Ерколе Бентивольо, кондотиер и армейски капитан
- Джовани II Бентивольо, господар на Болоня от 1463 до 1506 г., когато е принуден от папа Юлий II да бяга.
- Корнелий I Бентивольо, маркиз на Гуалтиери (1579 – 1585)
- Анибале II Бентивольо, кондотиер, намерил убежище във Ферара (дава началото на клона Есте и приема титлата „Бентивольо д’Арагона“), починал през 1540 г.
- Ерколе Бентивольо, литератор и поет, починал през 1573 г.
- Гуидо Бентивольо, кардинал, починал през 1644 г., като председател на съда на Инквизицията допринася за осъждането на Галилео Галилей. Апостолически нунций първо във Фландрия, а след това в Кралство Франция, и по-късно става пълномощен министър на краля на Франция при Папската държава
- Корнелий Бентивольо (1668 – 1732), кардинал, архиепископ на Картаген, апостолски нунций в Париж и пълномощен министър на краля на Испания във Ватикана
- Филипо Бентивольо (1622 – 1718), флорентински благородник, виночерпец на Леополдо де Медичи
- Галеацо Бенти (1923 – 1993), сценично име на граф Галеацо Бентивольо, родом от Флоренция, блестящ актьор и сценарист, който снима повече от 80 филма, включително и много комедийни филми с Тото.

## Семейство Бентивольо на картината на Лоренцо Коста
В частния параклиса на Бентивольо в църквата „Сан Джакомо Маджоре“ в Болоня се намира олтарната картина Pala Bentivoglio. Дело е на художника Лоренцо Коста от август 1488 г. и изобразява семейството на Джовани II Бентивольо. На преден план са изобразени Джиневра Сфорца, по онова време вдовица на Санте Бентивольо и по-късно съпруга на братовчед му Джовани II Бентивольо, и някои от 16-те им деца, пет от които починали в ранна детска възраст.
Сред изобразените са Камила Бентивольо и Изота Бентивольо, монахиня в болонския манастир „Корпус Домини“, Франческа Бентивольо, омъжена за Галеото Манфреди и негова убийца, все още малкият Ермес Бентивольо, впоследствие описан от болонски хронист като гневен и извратен, дори „зверски“, във връзка с клането от 1501 г. над семейство Марескоти, Антонгалеацо Бентивольо в одеждите на прелат – апостолически протонотарий, който не получава желаната кардиналска шапка от папата, Анибале II Бентивольо, женен за Лукреция д'Есте, който след смъртта на Джовани II и изгнанието, претърпяно от семейството му, напразно се опитва заедно с брат си Ермес да се върне в Болоня.
Другите изобразени деца са Елеонора Бентивольо, Лаура Бентивольо, Виоланта Бентивольо (бъдеща съпруга на Пандолфо IV Малатеста – последен господар на Римини), Бианка Бентивольо и Алесандро Бентивольо. Някои, въз основа на изненадващата прилика с фигурата, изобразена на платното на Лоренцо Коста, идентифицират Виоланта Бентивольо на портрета на дама, съхранен в Пинакотека Амброзиана в Милано и обикновено приписван на художника Джовани Амброджо де Предис.